# Acento dierético
El acento dierético es el acento ortográfico usado para marcar  el diptongo ortográfico o hiato.
Por ejemplo:
- jesuita (je-sui-ta) no rompe el diptongo, a pesar de acentuarse (prosódicamente) en la i.

Ejemplos de hiatos son:
- día (dí - a )
- búho (bú - ho)
- oír (o - ír)
- perdía (per - dí - a) (en general, el pretérito imperfecto de los verbos terminados en -er e -ir).
- baúl (ba-úl).
- país (pa-ís).
- ortografía (or-to-gra-fí-a).

- Datos: Q5656432